# Dale Mortensen
Dale Thomas Mortensen (Enterprise, 2 febbraio 1939 – Wilmette, 9 gennaio 2014) è stato un economista statunitense.
Nel 2010 ha ricevuto il Premio Nobel per l'economia insieme con Peter Diamond e Christopher A. Pissarides «per le loro analisi sui mercati che presentano frizioni di ricerca».

## Biografia
Laureatosi in economia presso la Willamette University ha poi conseguito un Ph. D., sempre in economia, presso la Carnegie Mellon University. Dal 1965 insegna presso la Northwestern University e dal 1980 è docente di "Managerial Economics and Decision Sciences" nella Kellogg School of Management. Dal 2006 al 2010 è stato Visiting Professor alla the School of Economics and Management dell'Università di Aarhus.
È morto il 9 gennaio 2014 all'età di 74 anni.

## Pubblicazioni selezionate
- D. Mortensen and E. Nagypál (2007), 'More on unemployment and vacancy fluctuations.' Review of Economic Dynamics 10 (3), pp. 327–47.
- D. Mortensen (2005), Wage Dispersion: Why Are Similar Workers Paid Differently?, MIT Press.  ISBN 0-262-63319-1
- K. Burdett and D. Mortensen (1998), 'Wage differentials, employer size, and unemployment.' International Economic Review 39, pp. 257–73.
- D. Mortensen and C. Pissarides (1994), 'Job creation and job destruction in the theory of unemployment.' Review of Economic Studies 61, pp. 397–415.
- D. Mortensen (1986), 'Job search and labor market analysis.' Ch. 15 of Handbook of Labor Economics, vol. 2, O. Ashenfelter and R. Layard, eds., North-Holland.
- D. Mortensen (1982), 'Property rights and efficiency of mating, racing, and related games.' American Economic Review 72 (5), pp. 968–79.
- D. Mortensen (1982), 'The matching process as a non-cooperative/bargaining game.' In The Economics of Information and Uncertainty, J. McCall, ed., NBER, ISBN 0-226-55559-3.
- D. Mortensen (1972), 'A theory of wage and employment dynamics.' In Microeconomic Foundations of Employment and Inflation Theory, E. Phelps et al., eds., Norton, ISBN 978-0-393-09326-1